# Саттон-Ху

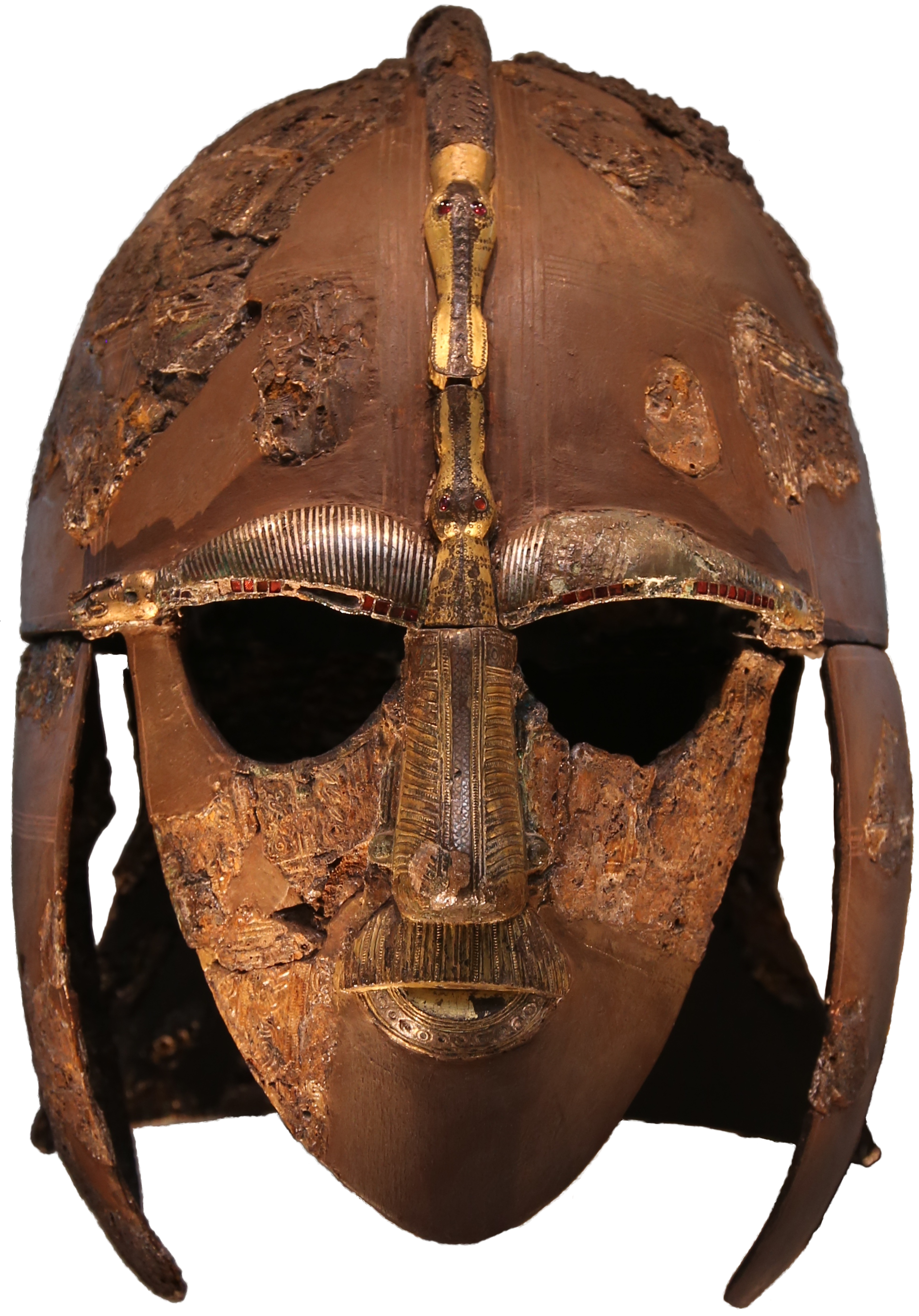
Церемониальный шлем из Саттон-Ху

Саттон-Ху (Sutton Hoo) — курганный некрополь восточнее Вудбриджа в английском графстве Саффолк, где в 1938—1939 годах были сделаны, возможно, самые значительные археологические находки в истории Великобритании, включая нетронутый погребальный корабль англосаксонского короля рубежа VI и VII веков.

## Обнаружение
Обнаружением сокровищ Саттон-Ху учёные обязаны любознательности и энергичности Эдит Мэри Притти. Эта особа, наслышанная от местных старожилов о скрытом в курганах золоте, увлекалась столоверчением. Когда ей стали мерещиться таинственные фигуры на холмах, миссис Притти решила успокоить их души путём проведения раскопок и обратилась за помощью к сотрудникам Ипсвичского краеведческого музея.
Перед миссис Притти стоял вопрос, с чего начать раскопки — с большого погребального холма, на который ранее явно покушались грабители, или с трёх малых. Первым был вскрыт малый холм, однако обнаруженное там разочаровало археологов-любителей — по всей видимости, погребальную камеру давно посетили кладоискатели. В мае 1939 года был вскрыт большой холм — и результаты раскопок превзошли самые смелые ожидания.
Внутри погребальной камеры были обнаружены сгнившие останки погребальной ладьи — о её положении можно судить по находкам гвоздей. Прибывшие на место представители Кембриджского университета определили, что ближайшие соответствия таким захоронениям известны в шведских могильниках Венделя и Старой Упсалы. По английским законам обнаруженные сокровища перешли во владение миссис Притти, которая завещала их английской нации.

## Клад

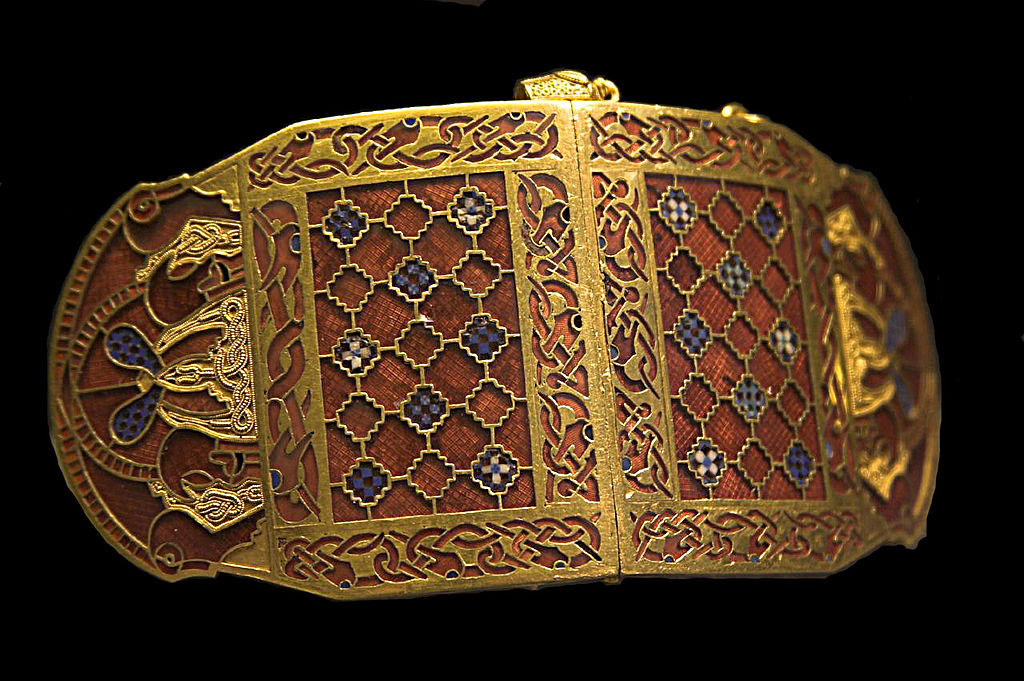
Золотая плечевая застежка со вставками из граната и стекла (застёгнута) из кургана №1 в Саттон-Ху

Находки, сделанные в большом кургане, многочисленны и по большей части не имеют аналогов на Британских островах. Среди наиболее значительных предметов следует указать следующие:
- большой круглый щит и меч с золотой рукояткой, украшенные гранатами;
- золотая пряжка в зверином стиле и подобие скипетра в форме оленя;
- искорёженная шестиструнная лира, завёрнутая в бобровую шкуру;
- кошель с меровингскими золотыми монетами;
- серебряная посуда византийского и египетского происхождения.

Отсутствие костяка трупа навело исследователей на мысль о том, что погребение являлось кенотафом. Однако не исключено, что все следы человеческих останков просто растворились в саффолкской почве, которая отличается кислотностью. На это указывает новейший анализ микроэлементов на месте находки. Лицо, погребённое в Саттон-Ху, не установлено. Вероятнее всего, могила принадлежит восточно-английскому королю Редвальду (около 599—624). 

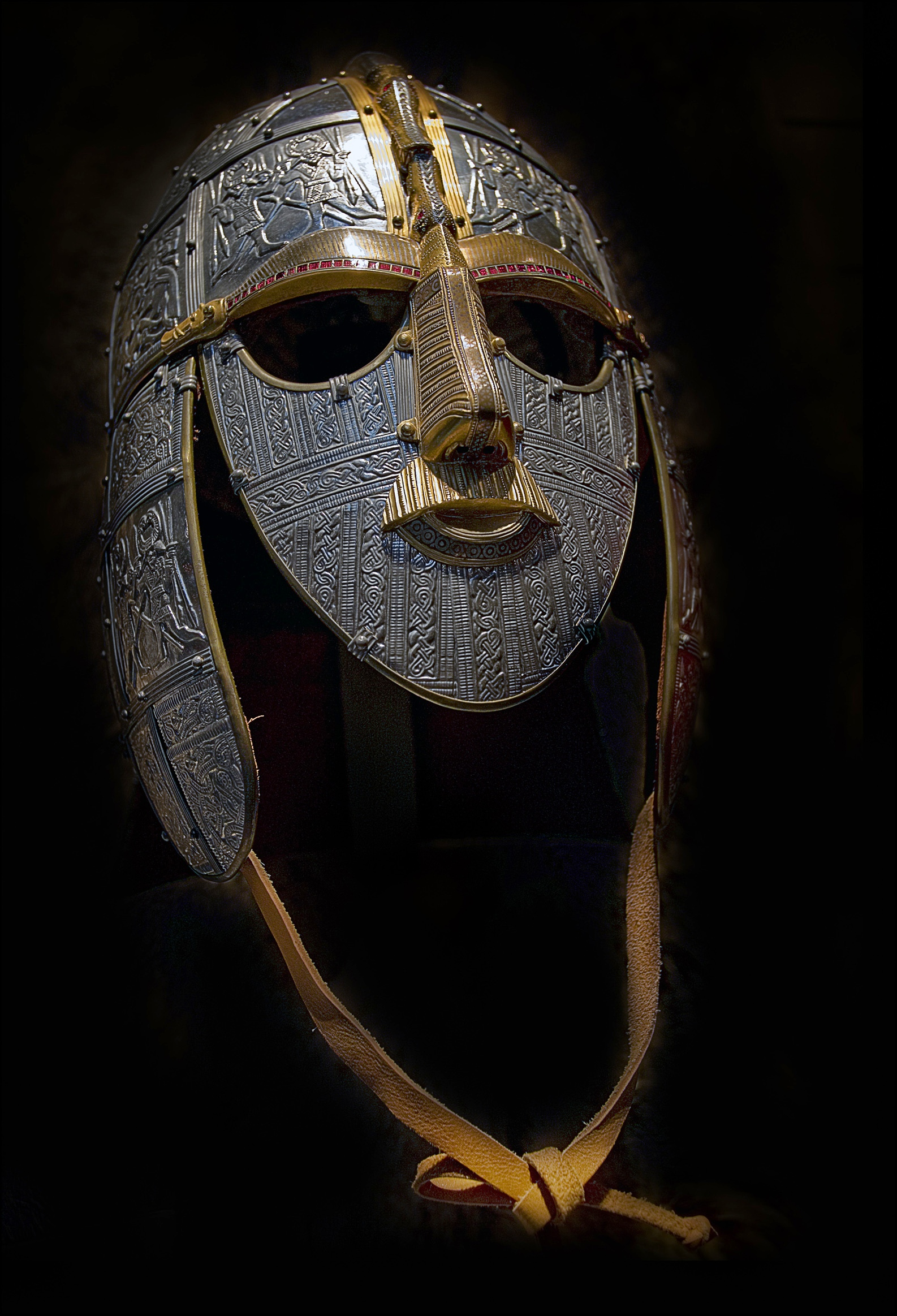
Реконструкция доспехов погребённого в Саттон-Ху правителя.

## Значение
После смерти кладоискательницы в 1942 г. сокровища большого кургана поступили в собрание Британского музея. Менее значимые предметы, обнаруженные при повторных раскопках курганов и их окрестностей, ныне выставлены в Ипсвичском музее.
В 2002 г. в Саттон-Ху был открыт туристический центр. На церемонии открытия нобелевский лауреат Шеймас Хини зачитал отрывок из выполненного им перевода «Беовульфа». Выбор англосаксонской поэмы неслучаен, как неслучайно и то, что шлем из Саттон-Ху часто используют для иллюстрации изданий поэмы. Ведь могильник под Вудбриджем позволяет нам заглянуть в неизвестный дотоле мир англов и саксов VI—VII веков — тот самый мир, который нашёл отражение в англосаксонском эпосе.
Связь со сказаниями о подвигах гётского правителя подкрепляется тем, что ближайшие археологические соответствия находкам из Саттон-Ху обнаруживаются именно в Швеции. Для объяснения этих соответствий высказывается предположение о происхождении правящей династии Восточной Англии из земли гётов.

## В культуре
В 2021 году британским режиссёром Саймоном Стоуном снят драматический фильм «Раскопки» (англ. The Dig), основанный на одноимённом романе Джона Престона 2007 года. Картина, действие которой разворачивается в 1939 году, рассказывает об обнаружении и раскопках курганного некрополя Саттон-Ху.